# Полесское лозовое казачество
Полесское лозовое казачество (укр. Поліське лозове козацтво, сокращённо ПЛК) — добровольческое вооружённое формирование, действовавшее в украинском Полесье в начальный период Второй мировой войны. Было сформировано в 1939 году из активистов ОУН. Общая численность — до 500 человек. Во время нападения Германии на Польшу смогло завладеть большим количеством польского трофейного оружия. С установлением советской власти часть членов ПЛК перешла на территорию, оккупированную Германией; часть ушла в подполье. В августе 1941 года ПЛК возобновило свою деятельность, установив связи с «Полесской сечью» Тараса Боровца. В 1943 году бывшие «лозовики» присоединились к Украинской повстанческой армии.

## Предыстория создания
В течение 1938—1939 годов Организация украинских националистов активизировала свою деятельность на территории Полесья. В структуре Краевой Экзекутивы на северо-западных украинских землях был создан Полесский округ, местные организационные структуры усилили опытными кадрами из Галичины и Волыни. В частности, ещё весной 1939 года на Полесье прибыли двое активных членов ОУН с Бережанщины — Семён Левицкий («Клещ») и Андрей Мандзий («Байда»). Существенным обстоятельством оставался низкий уровень национального сознания местного украинского населения по сравнению с другими территориями Западной Украины, обусловленный отсутствием гражданского движения, низким уровнем образования и полонизационной политикой полесского воеводы. Однако, с помощью местных жителей националисты начали строить организационную сеть на территории Давидгородского, Дорогичинского, Лунинецкого, Пинского, Сарненского и Столинских уездов.
Весной и летом 1939 Краевая экзекутива ОУН выдала приказы и инструкции, согласно которым в случае начала «большой европейской войны», прежде всего, германо-польской, члены должны быть готовы к поднятию вооруженного восстания на территории Западной Украины с целью захвата военных складов и важных стратегических объектов, а впоследствии — провозглашения восстановления украинской государственности. В указанных инструкциях указывалось также, что при благоприятных обстоятельствах члены ОУН должны были создавать собственные повстанческие отряды, а также всячески срывать мобилизацию украинцев в польскую армию.
Для организации повстанческих отрядов на территории Полесья, а также налаживание контактов с украинскими землями в составе УССР в августе 1939 года на эти территории прибыли Петр Башук («Чок»), предназначенный краевого проводника ОУН Владимиром Тимчием («Лопатинским») на должность проводника ОУН на Полесье, Василий Загакайло («Белый») и инженер Орест Зовенко («Ховайло», «Ромашкивський») из Луцка.

## Участие в польской кампании
Первой акцией Полесского лозового казачества было разоружение польской станицы ПВО в селе Клещи Дрогочинского уезда, в результате чего было захвачено 18 винтовок, 6 револьверов, два ящика патронов и ящик гранат. После этого к отряду присоединилось ещё 20 националистов, и восстание начало распространяться по всему округу.
В течение трех дней были разоружены военные станицы польской полиции в ряде населённых пунктов, добыто значительное количество винтовок, один пулемет и патроны.
Группа В. Загакайло-«Белого» должна была взять под контроль гостиницу в Дрогочине, и после получения оружия незадолго до 17 сентября 1939 вместе с группой Ореста Зовенко-«Ховайло» отправилась в один из уездных городов западного Полесья для взятия его под свой контроль. Однако по данным разведки выяснилось, что в городе находился польский военный конный отдел, численность которого значительно превышала силы повстанцев. В результате акция оказалась безрезультатной, и группы «Белого» и «Ховайло» были переброшены к другому уездного города.

## Дальнейшая судьба формирования
Со вступлением на территорию Западной Украины Красной Армии Полесское Лозовое казачество оказалось в сложной ситуации. В его рядах находилось немало членов КПЗУ, которые были сторонниками Советского Союза, а потому не хотели воевать с советскими войсками.
В связи с этим, было принято решение об изменении дальнейшей тактики действий отряда. В частности, было принято решение переместить штаб из села в уездный город Дорогочин, организовать запасы оружия и других материалов, а также законспирировать типографию и пропагандистскую литературу . Ряд членов ОУН, в частности, П. Башук, В. Загакайло, С. Левицкий, А. Мандзий, А. Зовенко, с приближением советских войск отошли в направлении Брест, а оттуда вернулись на Галичину или на Волынь. Соответствующее решение было принято на совещании Провода ОУН на Полесье.
Под руководством Вийтюка Полесское Лозовое казачество 22 сентября 1939 заняло уездный город Дрогичин, однако уже на следующий день было вынуждено отступить под натиском отрядов Красной Армии. Вскоре отдел был расформирован.
С установлением на Западной Украине советской власти часть солдат Полесского Лозового казачества эмигрировала, а часть перешла в подполье.

## Вооружение
По воспоминаниям Петра Башука, бойцы Полесского Лозового казачества частично были обмундированные в польские шинели, а частично в так называемые «полесские пиджаки». Все имели пояса и хорошую обувь, добытую во время недавних боевых действий на территории. Однако никто из бойцов, даже те, которые присоединились к повстанческого отряда непосредственно из рядов Войска Польского, не носили так называемых польских «рогатувок».